# Bodiam Castle
Bodiam Castle is een kasteel in Bodiam (Robertsbridge), East Sussex, Engeland.
Het is in 1385 gebouwd door Edward Dalyngrigge, een ridder die in dienst van koning Eduard III van Engeland zijn sporen had verdiend in de Honderdjarige Oorlog, mogelijk op verzoek van Richard II om de omgeving te beschermen tegen een Franse invasie. Uit recent onderzoek is gebleken dat het kasteel meer voor het imponerende effect is gebouwd dan dat het daadwerkelijk bijdroeg aan de landsverdediging. De vesting ziet er dan ook nagenoeg perfect uit; keurig vierkant met op de hoeken vier perfect ronde torens. Het kasteel is in 1917 door Lord George Curzon gerestaureerd en is in 1926 in het bezit van National Trust gekomen.